# HijackThis
HijackThis, abbreviato in "HJT", è un software open source progettato inizialmente da Merijn.org e poi acquistato dalla nota società Trend Micro nel corso del marzo 2007. Consente di analizzare celermente determinate aree del PC solitamente obiettivi di virus, malware, trojan e simili, che una volta modificate da questi ne garantiscono il funzionamento al momento dell'avvio del sistema operativo.
Il programma elenca le impostazioni presenti in delicate chiavi del registro del sistema operativo, le modifiche effettuate al file host, i processi attivi in memoria, i componenti aggiuntivi del browser Internet Explorer e alcune informazioni essenziali del sistema operativo, quali versione dello stesso, del browser Internet Explorer e altre. Il risultato può venire riversato, per volontà del fruitore, in un file di testo che può essere sottoposto all'attenzione di un esperto in grado di indicare quali voci sono identificabili come sospette, o come segni certi della presenza di un'infezione.
Hijackthis integra inoltre molti tool di varia natura, utili per controllare lo stato del file host, la presenza di file negli Alternative Data Streams, ma anche in grado di eliminare dei file, disinstallare programmi o ripristinare delle voci o valori erroneamente cancellati col programma stesso.
Nel 2012 la Trend Micro ha reso pubblico il codice del programma e nel 2017 alcuni programmatori hanno rilasciato una nuova versione libera del software compatibile con tutte le nuove versioni di Windows, HiJackThis Fork v3.